# Everyday (EP)
《Everyday》는 2011년 7월 17일 발매된 걸스데이의 첫 번째 미니앨범이다. 공개 첫 날에는, 싸이월드 뮤직 3위, 멜론 8위 등 음원사이트 10위에 진입했다. 8월 6일, 이 미니앨범으로서의 활동을 끝내고 일본 활동을 준비 중이라고 발표했다.

## 트랙 리스트
| #  | 제목                              | 작사           | 작곡          | 재생 시간 |
| -- | --------------------------------- | -------------- | ------------- | --------- |
| 1. | 〈영러브 (Young love)〉           | 전해성         | 전해성        | 3:24      |
| 2. | 〈한번만 안아줘〉                 | 강전명, 남기상 | 남기상        | 3:14      |
| 3. | 〈반짝반짝〉                      | 남기상, 강전명 | 남기상        | 3:04      |
| 4. | 〈잘해줘봐야 (Nothing Lasts Up)〉 | 김지향         | 애닛 아르타니 | 3:23      |
| 5. | 〈한번만 안아줘 (Inst.)〉         |                | 남기상        | 3:15      |